# 鸣凤
鸣凤（617年十月—621年十月）或作凤鸣，是隋朝末期唐朝初期領袖、梁政權蕭銑的年号，歷時4年餘。

## 改元
- 隋大業十三年——十月十九日，蕭銑改元為鳴鳳元年。[2][3]

## 大事记
- 鳴鳳元年——十月十九日，蕭銑稱梁王，改元鳴鳳。[4][2][3]
- 鳴鳳二年——四月，蕭銑稱梁帝，追謚其從父蕭琮為孝靖皇帝。[5]
- 鳴鳳五年——十月二十一日，蕭銑向唐軍統帥李孝恭投降。[6]

## 纪年
| 鳴鳳 | 元年  | 二年  | 三年  | 四年  | 五年  |
| ---- | ----- | ----- | ----- | ----- | ----- |
| 公元 | 617年 | 618年 | 619年 | 620年 | 621年 |
| 干支 | 丁丑  | 戊寅  | 己卯  | 庚辰  | 辛巳  |

## 同期存在的其他政权年号
- 中國
  - 大业（605年—618年）：隋朝政权隋煬帝杨广年号
  - 义宁（617年—618年）：隋朝政权隋恭帝杨侑年号
  - 皇泰（618年—619年）：隋朝政权杨侗年号
  - 太平（616年—622年）：隋朝時期楚政權林士弘年号
  - 丁丑（617年—618年）：隋朝時期夏政權窦建德年号
  - 五凤（618年—621年）：隋朝時期夏政權窦建德年号
  - 正平（617年—618年）：隋朝時期永樂王郭子和年号
  - 永平（617年—618年）：隋朝時期魏政權李密年号
  - 天兴（617年—620年）：隋朝時期刘武周年号
  - 永隆（618年—628年）：隋朝時期梁政權梁師都年号
  - 秦兴（617年—618年）：隋朝時期秦政權薛擧年号
  - 安樂（617年—619年）：隋朝時期涼政權李軌年号
  - 通聖（617年）：隋朝時期曹武徹年号
  - 天壽（618年—619年）：隋朝時期許政權宇文化及年号
  - 武德（618年—626年）：唐朝政权唐高祖李淵年号
  - 昌達（618年—619年）：唐朝時期楚政權朱粲年号
  - 始兴（618年－624年）：唐朝時期高开道年號
  - 法輪（618年）：唐朝時期高曇晟年號
  - 开明（619年－621年）：唐朝時期王世充年號
  - 延康（619年－620年）：唐朝時期沈法兴年號
  - 明政）619年－621年）：唐朝時期李子通年號
  - 义和（614年—619年）：高昌政权年号
- 朝鮮半島
  - 建福（584年—634年）：新羅真平王之年號